# Rusinów (województwo lubuskie)
Rusinów – wieś w Polsce położona w województwie lubuskim, w powiecie świebodzińskim, w gminie Świebodzin.
W latach 1975–1998 miejscowość położona była w województwie zielonogórskim.

## Zabytki
Do wojewódzkiego rejestru zabytków wpisany jest:
- zespół dawnego kościoła ewangelickiego:
  - kościół, obecnie rzymskokatolicki filialny pod wezwaniem św. Wawrzyńca, neogotycki z 1860 roku, wzniesiony w miejscu starszego, który spłonął w 1857 roku
  - cmentarz przy kościele
  - ogrodzenie, murowano- kamienne, z połowy XIX wieku

inne zabytki:
- dwór z końca XIX w., wybudowany w stylu eklektycznym z przewagą form neogotyckich.

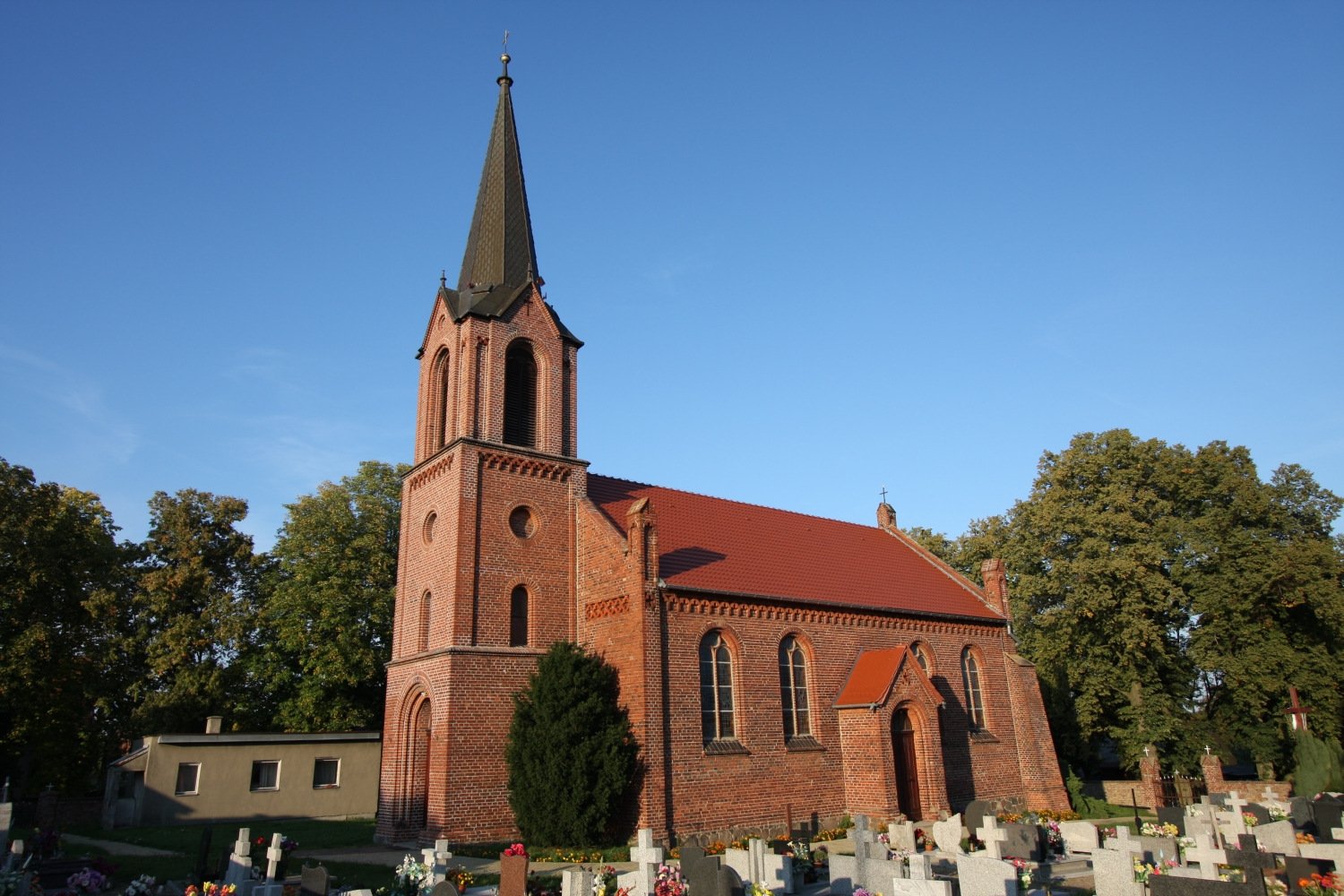
Kościół pw. św. Wawrzyńca
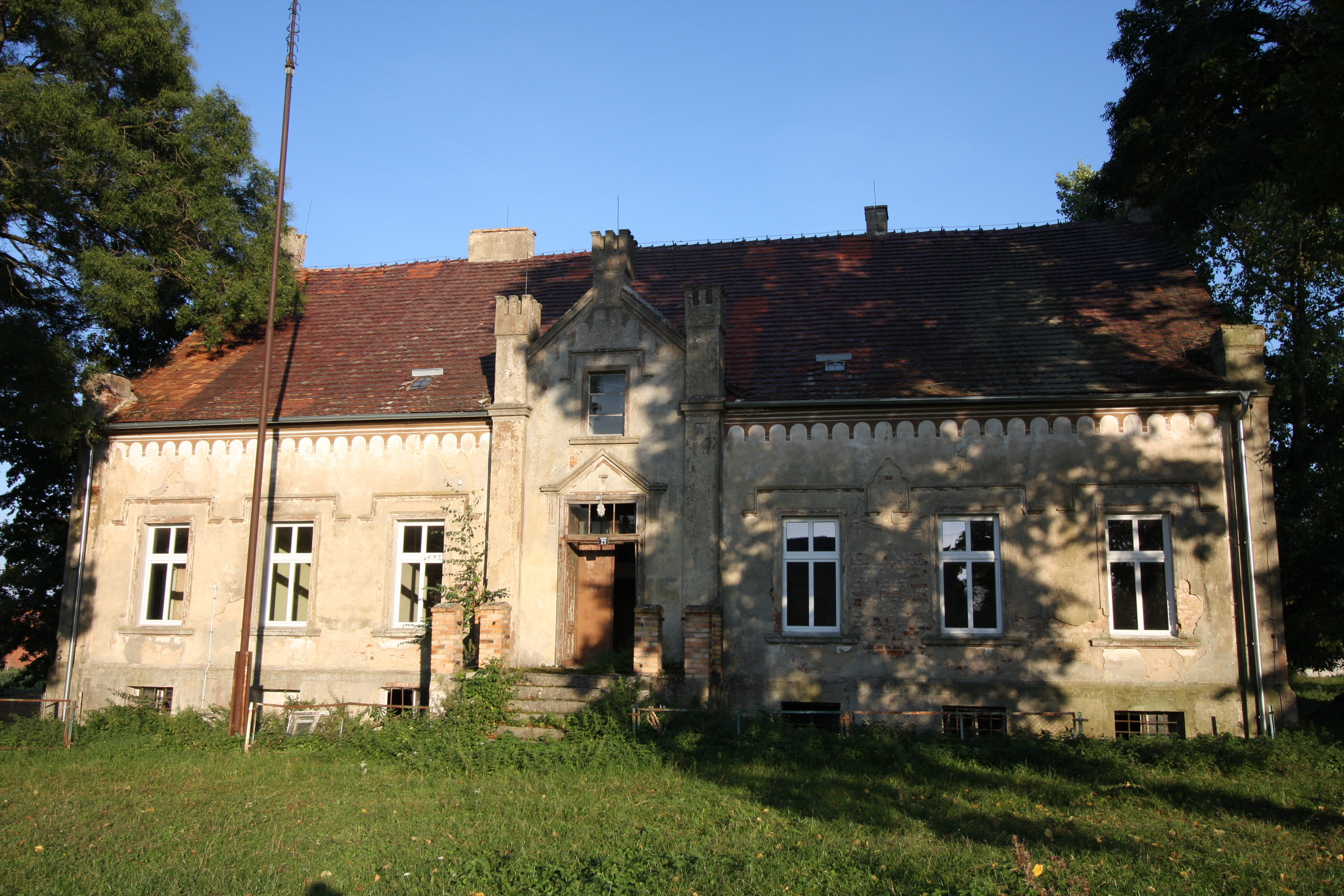
Dwór